# Громов, Феликс Николаевич
Фе́ликс Никола́евич Гро́мов (29 августа 1937, Владивосток, РСФСР, СССР — 22 января 2021, Москва, Россия) — советский и российский военачальник. Главнокомандующий Военно-морским флотом Российской Федерации (1992—1997). Адмирал флота (13 июня 1996).

## Биография
Родился 29 августа 1937 года во Владивостоке.

### Образование
В Военно-морском флоте СССР с 1955 года. Окончил Тихоокеанское высшее военно-морское училище имени С. О. Макарова (1955—1959), Академические курсы при Военно-морской академии имени Маршала Советского Союза А. А. Гречко (1977), Военно-морскую академию имени Маршала Советского Союза А. А. Гречко (1983, заочно), Высшие академические курсы при Военной академии Генерального штаба Вооружённых сил имени К. Е. Ворошилова (1986), Военную академию Генерального штаба Вооружённых сил имени К. Е. Ворошилова (1991, экстерном).

### Военная служба в СССР
Начал службу на Тихоокеанском флоте помощником командира батареи, командиром группы БЧ-2 эсминца (сентябрь 1959 — май 1960). Короткое время служил в Ракетных войсках стратегического назначения СССР помощником начальника расчёта (май 1960 — май 1961). Возвращён в Военно-морской флот СССР, служил на Тихоокеанском флоте командиром носовой группы управления дивизиона главного калибра БЧ-2 крейсера «Адмирал Сенявин» (май 1961—1966), командиром БЧ-2 эсминца «Вдохновенный» (декабрь 1969—1970), старшим помощником командира крейсера «Адмирал Сенявин» (1970 — октябрь 1972), командиром крейсера «Дмитрий Пожарский» (октябрь 1972 — октябрь 1975), командиром крейсера «Адмирал Сенявин» (октябрь 1975 — июнь 1977).
С 29 июня 1977 года — начальник штаба 4-й учебной дивизии кораблей Ленинградской военно-морской базы. С февраля 1981 года — начальник штаба, с июня 1982 года — командир 8-й оперативной эскадры Тихоокеанского флота. С октября 1984 года — начальник штаба — 1-й заместитель командующего Северным флотом. С 19 марта 1988 года — командующий Северным флотом.

### Военная служба в Российской Федерации
С 12 марта 1992 года — 1-й заместитель командующего Военно-морским флотом Объединённых вооруженных сил государств — участников Содружества Независимых Государств (фактически такие силы созданы не были и под командованием Ф. Н. Громова находились только силы ВМФ, дислоцированные на территории Российской Федерации). С 19 августа 1992 года — главнокомандующий Военно-морским флотом. Воинское звание адмирала флота присвоено указом Президента Российской Федерации от 13 июня 1996 года.

### В отставке
В отставке с 7 ноября 1997 года. С 2008 года являлся главным (генеральным) инспектором Управления генеральных инспекторов Министерства обороны Российской Федерации. Был председателем совета старейшин РОО «Клуб адмиралов ВМФ России».

### Смерть
Скончался 22 января 2021 года у себя на даче в Москве, похоронен 26 января на Федеральном военном мемориальном кладбище в Мытищах (уч. 15).

## Награды
- Орден «За заслуги перед Отечеством» IV степени.
- Орден «За военные заслуги» (1996).
- Орден Октябрьской Революции.
- Орден «За службу Родине в Вооружённых Силах СССР» II степени.
- Орден «За службу Родине в Вооружённых Силах СССР» III степени.
- Медали СССР.
- Медали РФ
- Почётная грамота Правительства Российской Федерации (29 августа 1997) — за большой личный вклад в укрепление обороны страны и многолетнюю добросовестную службу в Вооруженных Силах Российской Федерации